# 平田美恵
平田 美恵（ひらた みえ、1963年4月28日 - ）は、日本の元競泳選手。1500m自由形、400m個人メドレーの元日本記録保持者。

## 経歴
高崎市立塚沢小学校、高崎市立塚沢中学校、佐藤学園高校、筑波大学出身。群馬スイミングスクール所属。
1978年日本代表選手派遣選考会の400m個人メドレーの予選で5分11秒03、決勝でも5分10秒45と西側よしみが8年間保持していた日本記録を2度更新し、優勝した。この結果、1978年世界水泳選手権とアジア競技大会の日本代表に選出されたが、世界水泳選手権への派遣は地元の教育委員会が反対したため、実現しなかった。
1978年アジア競技大会に出場し、200m・400m個人メドレーで2冠を達成した。400m個人メドレーの決勝では5分08秒34という日本新記録での優勝だった。
1979年8月5日に行われた日本選手権兼ワールドカップ選考会の400m個人メドレーで日本新記録となる5分7秒99で優勝を果たし、ワールドカップの日本代表に選出された。代々木オリンピックプールで開催されたワールドカップの400m個人メドレーでは5分05秒88の日本新記録をマークした。